# 庙前直街
庙前直街（粵拼：miu2 cin4 zik6 gaai1）是中國廣東省廣州市越秀區（原东山区）的一条東西向馬路，东起恤孤院路、煙墩路交界，西到署前路、廟前西街交界，全長224米，宽5米，1車道。

## 交汇道路
- 恤孤院路、煙墩路
- 寺貝通津
- 龜崗大馬路
- 署前路、廟前西街

## 特色
庙前直街沿路分布有众多洋楼、老教堂、學校，及創意店铺，可以體驗到静谧与繁华的时光交错。

## 註
1. ↑  静谧与繁华的时光交错：老东山复古味盘点[] 羊城網